# Zemst
Zemst este o comună în provincia Brabantul Flamand, în Flandra, una dintre cele trei regiuni ale Belgiei. Comuna este situată la 20 km nord de Bruxelles, spre Mechelen și este formată din localitățile Zemst, Elewijt, Eppegem, Zemst-Laar, Zemst-Bos, Hofstade și Weerde. Suprafața totală este de 42,83 km². Comuna Zemst este situată în zona flamandă vorbitoare de limba neerlandeză a Belgiei. La 1 ianuarie 2008 comuna avea o populație totală de 21.700 locuitori. 

## Localități înfrățite
- România: Spermezeu, Bistrița-Năsăud